# Вера Кекић
Вера Кекић (Сарајево, 2. март 1977) српска и босанскохерцеговачка је сликарка и графичарка, која данас живи и ствара у Требињу.

## Биографија
Средњу школу за дизајн, одсјек текстилни дизајн завршила је у Београду 1995. године. Дипломирала је 2001. године на Академији ликовних умјетности у Требињу, на одсјеку за графику у класи професора Мирка Тољића. Магистарски рад одбранила је 2006. године на Академији умјетности у Бањој Луци у класи професора Бранка Миљуша.
Од 2001. до 2018. године радила је као професор ликовне културе, а од 2018. ствара као самостални умјетник, сликар и графичар. Од 2003. године члан је Удружења европских умјетника - Еуропеан Артистс Ассоциатион е.В. (ЕАА), Есен/ Фелберт, Њемачка. У периоду од 2005. до 2011. била је члан Удружења ликовних умјетника БиХ – УЛУБИХ.
Од 1998. године учествује на многобројним међународним умјетничким симпозијумима, умјетничким радионицама, резиденцијалним програмима и другим умјетничким догађајима у земљи и иностранству - БиХ, Србија, Њемачка, Египат, Румунија, Шпанија, Кина, Аустрија.
Њена умјетничка дјела налазе се у фондусима музеја и галерија, као и многобројним значајним државним и међународним, јавним и приватним колекцијама широм свијета.
Умјетнички радови Вере Кекић налазе као стална поставка у Музеју модерне умјетности у Египту, Кинеском музеју графике у Кини.

## Награде и признања
- 2014 - Признање за учешће на Међународном научном скупу ликовних умјетности и Међународном умјетничком симпозијуму, Факултет ликовних умјетности, Ел Миниа Универзитет, Египат[3]
- 2004 - Награда 16. Салона Младих, Палата умјетности - Каиро, Египат
- 2004 - Награда “Атлантик” - Креативни календар “Сан”, Бања Лука, БиХ
- 1998 - Награда 9. Бијенала југословенске студентске графике, Београд, Србија
- 1998 - Награда Колоније цртежа “Ангелина Којић-Гина”, Зрењанин, Србија

## Изложбе
Имала је више од 20 самосталних изложби у земљи и иностранству - БиХ, Србија, Њемачка, Финска, Чешка, као и преко 100 колективних изложби у земљи и иностранству - БиХ, Србија, Немачка, Египат, Холандија, Италија, Румунија, Црна Гора, Аустрија, Пољска, Словачка, Финска, Мађарска, САД, Шпанија, Француска, Кина.